# Angelo Bruno
Angelo Bruno (Villalba, 21 mei 1910 – Philadelphia, 21 maart 1980), geboren als Angelo Annaloro, was een Siciliaans-Amerikaanse maffiabaas. Hij was twee decennia lang hoofd van de misdaadfamilie van Philadelphia. Zijn bijnaam luidde The Gentle Don (Nederlands: De lieflijke Don) omdat hij de voorkeur gaf aan verzoening in plaats van geweld.

## Biografie
Angelo Bruno werd in 1910 in het Siciliaanse Villalba geboren als Angelo Annaloro. Hij veranderde zijn naam later in Bruno, wat de familienaam van zijn grootmoeder langs vaderszijde was. Als tiener emigreerde hij naar de Verenigde Staten, waar hij zich vestigde in Philadelphia. Hij was de zoon van een kruidenier en een goede kennis van Carlo Gambino, hoofd van de gelijknamige misdaadfamilie uit New York. 
Hij huwde met Sue Maranca, met wie hij twee kinderen kreeg. Bruno was de eigenaar van een verdelgingsbedrijf in Trenton (New Jersey) en aluminiumbedrijf in Hialeah (Florida). Daarnaast had hij ook een aandeel in het Plaza Hotel in Havana (Cuba).
In 1928 werd hij omwille van roekeloos rijgedrag voor het eerst gearresteerd. Later zou hij ook gearresteerd worden omwille van het overtreden van de wapenwetgeving, een illegale alcoholbrouwerij, het organiseren van illegale gokspelen en een handel in gestolen goederen.

### Maffiabaas
In 1959 werd Joseph Ida door de toen 49-jarige Bruno opgevolgd als het hoofd van de maffiafamilie van Philadelphia. In de twee decennia dat hij de misdaadorganisatie leidde, had Bruno de reputatie een "lieflijke Don" te zijn die bij het oplossen van conflicten de voorkeur gaf aan verzoening in plaats van buitensporig geweld. Zo verbande hij ooit de gewelddadige maffioso Nicky Scarfo naar Atlantic City. Daarnaast kwam hij ook minder dan andere maffiabazen uit die periode in aanraking met het gerecht en de media. Ondanks enkele arrestaties wist Bruno telkens aan lange veroordelingen te ontsnappen. Zijn langste gevangenisstraf (twee jaar) kreeg hij nadat hij geweigerd had om voor een grand jury te getuigen.
Omdat de gokindustrie in Atlantic City erg lucratief was, wilden de Five Families, de vijf machtige misdaadfamilies van New York, delen in de winst. Hoewel Atlantic City altijd als een onderdeel van de maffia van Philadelphia beschouwd werd, besloot Bruno de New Yorkse families toe te laten. Hij besefte dat de vijf families sterker en machtiger waren dan zijn eigen familie. In ruil voor zijn goedkeuring eiste hij een deel van hun opbrengsten. Deze overeenkomst wekte echter veel wrevel binnen zijn eigen organisatie.

### Dood
Aan het begin van de jaren 1980 begonnen verschillende fracties binnen de misdaadfamilie van Philadelphia samen te zweren tegen de inmiddels bejaarde Bruno. Op 21 maart 1980 werd hij vermoord. Hij zat voor zijn huis in zijn auto toen hij met een shotgun in het achterhoofd werd geschoten. Er wordt aangenomen dat de moord werd besteld door Antonio Caponigro, de consigliere van Bruno. In de weken na de moord werd Caponigro zelf vermoord. Zijn lichaam werd teruggevonden in een lijkzak en met dollarbiljetten in de mond en anus gepropt als symbool voor zijn hebzucht. Caponigro werd vermoord op vraag van The Commission, de bestuursorganisatie van de Amerikaanse maffia, omdat hij geen goedkeuring had gekregen voor de moord op Bruno. Ook andere leden van de misdaadfamilie van Philadelphia die betrokken waren bij de moord op Bruno werden gemarteld en gedood.

## In populaire cultuur
- In 2015 werd Bruno vertolkt door Chazz Palminteri in de Britse misdaadfilm Legend.
- In de film The Irishman (2019) wordt hij vertolkt door Harvey Keitel.